# Страда Национале Суд (Империја)
Страда Национале Суд је насеље у Италији у округу Империја, региону Лигурија.
Према процени из 2011. у насељу је живело 26 становника. Насеље се налази на надморској висини од 96 м.